# War of the worlds (álbum)
War of the Worlds es un EP de Bad Astronaut y de Armchair Martian. Este trabajo fue grabado en cuatro días por ocho miembros de la banda utilizando el mismo amplificador y batería, e incluye tres canciones de cada banda excepto en una canción que es tocada por los dos artistas "17 years". Joey Cape participa activamente en los coros de las canciones interpretadas por Armchair Martian especialmente en "Not a Dull Moment" y "Grey Suits", sin embargo, "Jessica's Suicide" es cantada en dueto por Joey Cape y Jon Snodgrass. Una peculiaridad es que dos de las canciones interpretadas por Armchair Martian todavía no habían sido publicadas por Bad Astronaut pero serían publicadas un año después en su siguiente álbum  Houston: we have a drinking problem. También hay una versión demo de la canción Jessica's Suicide, con una introducción similar a la original.

## Listado de canciones
1. "Not a Dull Moment" - Armchair Martian
2. "Crestfallen" - Bad Astronaut
3. "Grey Suits" - Armchair Martian
4. "Statler 2000" - Bad Astronaut
5. "You Deserve This" - Armchair Martian
6. "Jessica's Suicide" - Bad Astronaut
7. "17 Years" - Bad Astronaut/Armchair Martian

## Formación de Bad Astronaut
- Joey Cape - Voz
- Marko72 - bajo
- Derrick Plourde - Batería
- Angus Cooke - violín y guitarra
- Todd Capps - teclados y voz

## Formación de Armchair Martian
- Jon Snodgrass - voz y guitarra
- Zack Boddicker - bajo
- Pablo Rucker - batería

## Formación de 17 Years
- Joey Cape - Voz y guitarra
- Jon Snodgrass - voz y guitarra
- Marko72 - bajo
- Pablo Rucker - batería

- Datos: Q6166388